# قضايا الاعتداء الجنسي على الكنيسة الكاثوليكية في النمسا
تشكل فضيحة الاعتداء الجنسي في النمسا فصلاً رئيسياً في سلسلة قضايا الاعتداء الجنسي الكاثوليكية في مختلف الولايات القضائية الغربية.

## الكاردينال جروير
تم عزل الكاردينال هانز هيرمان جروير من منصبه كرئيس أساقفة فيينا من قبل البابا يوحنا بولس الثاني بسبب سوء السلوك الجنسي المزعوم. قبل البابا رسميا رسالة الاستقالة التي كتبها جروير بمناسبة عيد ميلاده الخامس والسبعين. وهذا جعل جروير، الذي رفض بشدة حتى وفاته التعليق علنًا على هذه الاتهامات، واحدًا من أعلى رجال الدين الكاثوليك رتبة الذين تورطوا في فضائح الاعتداء الجنسي.
بناءً على طلب الكرسي الرسولي، أمضى جروير عدة أشهر في دريسدن ثم تقاعد لاحقًا في دير القديس يوسف. توفي جروير في سانت بولتن عن عمر يناهز 83 عامًا، ودُفن في مقبرة سيسترسية في مارينفيلد، النمسا.

## مدرسة سانت بولتن اللاهوتية
استقال الأسقف كورت كرين من منصبه (انظر أسقف سانت بولتن، أحد الأساقفة المساعدين في فيينا) في عام 2004 بعد فضيحة تتعلق بصور إباحية للأطفال تم تنزيلها من قبل أحد الطلاب في المدرسة الدينية. تم العثور على ما يصل إلى 40 ألف صورة وعدد غير معلن من الأفلام، بما في ذلك صور إباحية للأطفال، على جهاز كمبيوتر أحد طلاب المدرسة اللاهوتية، لكن كرين أغضب الكثيرين في وقت سابق عندما وصف الصور بأنها "مزحة طفولية".
أمر البابا يوحنا بولس الثاني بإجراء تحقيق في هذه الاتهامات، واستقال كرين طواعية من منصبه.

## رد فعل الجمهور
في عام 2004، أعلن زعماء الكنيسة أن عدداً من العلمانيين النمساويين تركوا الكنيسة الكاثوليكية نتيجة للفضيحة.